# Sonja Johnsson
Sonja Sofia Valfrida Johnsson po mężu Dymling (ur. 7 sierpnia 1895 w Sztokholmie, zm. 18 czerwca 1986 tamże) – szwedzka pływaczka z początku XX wieku, uczestniczka igrzysk olimpijskich.
Podczas V Letnich Igrzysk Olimpijskich w Sztokholmie w 1912 roku, Johnsson wystartowała w dwóch konkurencjach pływackich. Na dystansie 100 metrów stylem dowolnym z nieznanym czasem zajęła szóste miejsce w drugim wyścigu eliminacyjnym i odpadła z dalszej rywalizacji. Johnsson wystartowała także na trzeciej zmianie szwedzkiej sztafety 4 × 100 m stylem dowolnym. Z nieznanym czasem ekipa Szwedek zajęła czwarte miejsce.
Johnsson reprezentowała barwy klubu Stockholms KK. Była ciotką innego olimpijczyka, Steina Johnsona, reprezentującego Norwegię.